# Centrum (motorfiets)
Centrum is een Zweeds historisch merk van motorfietsen. 
Deze firma bouwde in 1933 een aantal motorfietsjes met eigen frames zonder achtervering, maar met een telescoopvork aan de voorkant. Daarin werden 150cc-tweetaktmotor met drie versnellingen van CZ gemonteerd, maar de verkoop was geen succes en het merk verdween nog in hetzelfde jaar van de markt. 